# NA-2103
La NA-2103 comunica Adoáin y Zabalza con la NA-2100 los otros pueblos del Valle de Urraúl Alto.

## Recorrido
| Denominación | Kilómetro | Salida             | Carretera          | Dirección                  |
| ------------ | --------- | ------------------ | ------------------ | -------------------------- |
| NA-2103      | 0         |                    | NA-2101            | Irurozqui Lumbier Pamplona |
| NA-2103      | 3         |                    | NA-2104            | Zabalza                    |
| NA-2103      | 12        | Travesía de Adoáin | Travesía de Adoáin | Travesía de Adoáin         |

- Datos: Q12264059